# Antonio Maria Panebianco
Antonio Maria Panebianco, O.F.M. Conv., italijanski rimskokatoliški duhovnik, škof in kardinal, * 13. avgust 1808, Terranova, † 21. november 1885, Rim.

## Življenjepis
Leta 1829 je podal redovne zaobljube pri minoritih.
27. septembra 1861 je bil povzdignjen v kardinala in imenovan za kardinal-duhovnika S. Girolamo dei Croati (degli Schiavoni); 23. decembra istega leta pa še za Ss. XII Apostoli.